# Françoise Raisin

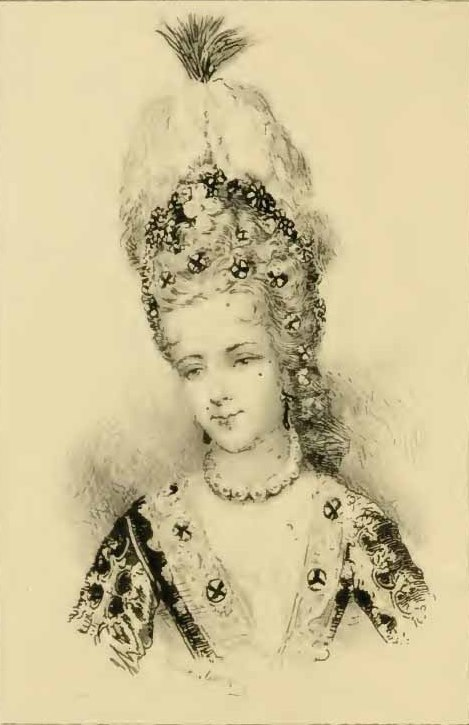
Porträt Françoise Pitels

Françoise Franchon Pitel de Longchamp, verheiratete Françoise Raisin und bekannt als Mademoiselle Raisin (* 17. Januar 1662 in Grenoble; † 30. September 1721 in Vignats), war eine französische Schauspielerin.

## Biographie
Raisin wurde in eine Schauspielerfamilie geboren. Ihr Vater, Henri Pitel de Longchamp, und auch der Großvater mütterlicherseits, Turlupin, waren Schauspieler. Auch Onkel und Tante waren Schauspieler und als Beauval und Mademoiselle Beauval bekannt.
Erste Erwähnung als Schauspielerin fand Raisin, 15-jährig, bei einer Tournee nach England, wo sie am Hofe Karl II. spielte. Auf dem Rückweg über Rouen lernte sie ihren späteren Mann, Jean-Baptiste Raisin, kennen. Diesen traf sie bei ihrem Engagement, das sie 1679, am Théâtre de l’hôtel de Bourgogne eingegangen war, wieder und heiratete ihn. Mit ihm bekam sie in der 14 Jahre währenden Ehe mindestens acht gemeinsame Kinder.
1680 wurde die Comédie-Française gegründet und Raisin bekam dort, gemeinsam mit ihrem Mann, ein Festengagement, wurde also Sociétaire de la Comédie-Française. Ihre Karriere an der Comèdie dauerte, über den Tod ihres Mannes hinaus, noch bis ins Jahr 1701.
Neben ihrem Talent war Raisin auch für ihre große Schönheit bekannt. Sie spielte hauptsächlich Liebhaberinnen oder tragische Prinzessinnen.
Einige Zeit nach dem Tod ihres Mannes im Jahr 1693 wurde ihre Liaison mit dem Sohn des Königs, Louis de Bourbon, dauphin de Viennois, bekannt. Mit diesem bekam sie zumindest zwei Kinder. Für Ludwig XIV. war es eine Unmöglichkeit, dass die Mätresse seines Sohnes auf der Bühne stand, deshalb bot er Raisin eine jährliche Pension von 10000 Livre an, wenn sie sich von der Bühne zurückzöge, was diese auch annahm. So ging Raisin 1701 in Pension und erhielt zusätzlich die obligatorische Pension von 1000 Livre als ehemaliges Mitglied der Comèdie. Als ihr Liebhaber jedoch 1711 starb, wurden ihr die 10000 Livre wieder gestrichen. Erst 1716 verfügte der Regent, der duc d’Orléans, eine weitere Rentenzahlung von 2000 Livre jährlich.
Raisin zog sich daraufhin auf das Landgut ihrer Schwester, bei Vignats, zurück, wo sie, nach einem Kutschenunfall, im Jahr 1721 starb.

## Rollen (Auswahl)
- Irène in Un homme à bonnes fortunes von Michel Baron
- Lucinde in Les Bourgeoises de qualité von Noël Lebreton de Hauteroche
- Clarice in Le Grondeur von Jean Palaprat
- Erinice in Tiridate von Jean-Galbert de Campistron
- Zaïde in Le Muet von David-Augustin de Brueys
- Angélique in Le Flatteur von Jean-Jacques Rousseau
- Isabelle in Isabelle von Jean-François Regnard